# M.R. All the Mixes
M.R. All the Mixes – album Maggie Reilly, zawierający klubowe remixy singli z  albumu Elena,wydany 15 marca 1996 roku.

## Lista utworów
1. "Intro" 1'08
2. "To France" – JPO & Beam Spanish Dream Mix – 5:50
3. "To France" – JPO & Beam Club Mix – 8:03
4. "To France" – Espirito Remix – 6:40
5. "Walk on by" – JPO & Beam Piano Mix – 6:05
6. "Walk on by" – House Mix – 5:30
7. "Walk on by" – Club Mix – 6:15
8. "Listen to your heart" – Beam's Extended Mix – 6:45
9. "Listen to your heart" – De Donatis Vocal Remix – 6:31
10. "Listen to your heart" – De Donatis Club Remix – 5:34
11. "Syonia" – Key's N Groove Remix – 6:22